# Machigasta
Machigasta är en ort i Argentina.   Den ligger i provinsen La Rioja, i den norra delen av landet, 1 000 km nordväst om huvudstaden Buenos Aires. Machigasta ligger 818 meter över havet och antalet invånare är 12 249.
Terrängen runt Machigasta är platt åt nordost, men åt sydväst är den kuperad. Närmaste större samhälle är Arauco, 4,5 km söder om Machigasta.
Omgivningarna runt Machigasta är i huvudsak ett öppet busklandskap. Runt Machigasta är det mycket glesbefolkat, med 6 invånare per kvadratkilometer.